# Ophryotrocha rubra
Ophryotrocha rubra är en ringmaskart som beskrevs av Paxton och Åkesson 20. Ophryotrocha rubra ingår i släktet Ophryotrocha och familjen Dorvilleidae. Inga underarter finns listade i Catalogue of Life.